# Остен-Сакен, Фёдор Романович
Барон Фёдор Рома́нович О́стен-Са́кен (нем. Reinhold Friedrich Freiherr von der Osten-Sacken, 1832 — 1916) — путешественник, учёный и государственный деятель, действительный тайный советник.

## Биография
Получил общее образование в Петришуле (1846—1849). Окончил юридический факультет Императорского Санкт-Петербургского университета и поступил на службу в азиатский департамент Министерства иностранных дел Российской империи.
В 1857 году сопровождал графа Путятина в Китай и посетил русские берега Японского моря и остров Цейлон. Описание этой поездки помещено им в «Известиях Императорского Русского Географического Общества» за 1866 год.
В 1867 году совместно с полковником Полторацким, совершил поездку по Средней Азии до южных отрогов Тянь-Шаня, посетил Нарынский край, озеро Чатыр-Кул и дошёл почти до Кашгара, где тогда владычествовал Якуб-бек, относившийся к России недружелюбно. Во время экспедиции Остен-Сакен собрал обширный гербарий, обработанный впоследствии академиком Рупрехтом, и напечатал отчёт о ней в «Известиях Императорского Русского Географического Общества» за 1869 год.
Принимал деятельное участие в снаряжении географическим обществом экспедиции для изучения хлебной торговли и производительности в Европейской России. Трудился в комиссии того же общества по вопросу об издании писцовых книг.
В 1870 году напечатал обширное примечание к труду об озере Иссык-Куле и находимых на дне его остатках древних построек.
В 1872 году участвовал в разработке вопроса об издании этнографической карты России, а в 1890 году — вопроса об учреждении при Русском географическом обществе особого повременного издания, посвященного вопросам метеорологии.
Неоднократно исполнял обязанности секретаря, председателя отделений и помощника председателя географического общества; в последние годы жизни состоял его почётным членом.
С 1870 до 1897 годы состоял директором департамента внутренних сношений Министерства иностранных дел, приступившего при нём к изданию целого ряда интересных трудов, имеющих отношение к его деятельности. Таких отдельных изданий вышло 14. Из них наиболее общий интерес имеют «Expédition de A. Nordenskiöld 1878—1879» (1880, об арктической экспедиции А. Э. Норденшельда) и «Материалы для разработки вопросов, касающихся Севера России» (1881 и 1883).
В честь Ф. Р. Остен-Сакена названы: гора (Баренцево море, архипелаг Шпицберген, название присвоено немецким географом А. Петерманом), мыс (Карское море, Таймырская губа; нанесён на карту в 1901 участниками экспедиции 1901—1903 гг., тогда же присвоено название).